# 7,3 cm Propagandawerfer 41
Il 7.3 cm Propagandawerfer 41 era un lanciarazzi per il razzo non letale Propagandagranate 41. Lanciatore e razzo costituivano un sistema portatile leggero, utilizzato durante la seconda guerra mondiale da truppe della Wehrmacht addestrate alla propaganda per il lancio di volantini.

## Tecnica

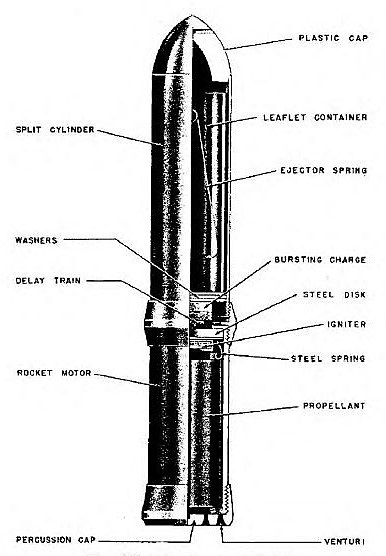
7.3 cm Propagandagrante 41

### Lanciatore
Il Propagandawerfer 41 era costituito da un telaio leggero di tubolari d'acciaio. La base de lanciatore era di forma triangolare, con una traversa centrale sulla quale era incernierata la rampa di lancio a gabbia, fissata in elevazione da un braccio verticale. Il razzo veniva caricato dalla volata della rampa; tirando un cordino il razzo scivolava verso la parte inferiore della rampa e la capsula sul fondello intercettava il percussore sul fondo della rampa, accendendo il razzo.

### Razzo
La Propagandagranate 41 ("Granata da propaganda 1941" in lingua tedesca) era costituita da una punta conica in plastica contenente 200 volantini arrotolati intorno ad una molla a spirale. Il corpo bomba era metallico e conteneva il motore a razzo. Quando il razzo veniva sparato, i gas esausti venivano forzati attraverso sette ugelli ad effetto Venturi dritti interni e sette ugelli angolati esterni, che impartivano la rotazione al razzo. Inoltre veniva attivata una spoletta a tempo; questa accendeva una carica esplosiva che separava la punta conica dal corpo bomba a una altitudine di 100-150 m e la molla espelleva i volantini.